# Rudolf Bauer (Leichtathlet)

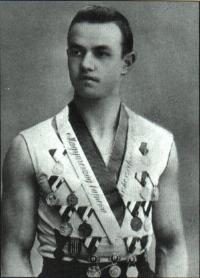
Rudolf Bauer

Rudolf (Rezső) Ignác Boldizsár Bauer (* 2. Januar 1879 in Budapest; † 9. November 1932 in Sósér, Komitat Bács-Kiskun) war ein ungarischer Leichtathlet. 
Sein größter Erfolg war der Gewinn der Goldmedaille im Diskuswurf bei den Olympischen Spielen 1900 in Paris. Die Siegerweite betrug 36,04 Meter, ein neuer olympischer Rekord.